# Serixia argentea
Serixia argentea är en skalbaggsart som beskrevs av Aurivillius 1922. Serixia argentea ingår i släktet Serixia och familjen långhorningar.
Artens utbredningsområde är Filippinerna. Inga underarter finns listade i Catalogue of Life.